# Beztřídní společnost

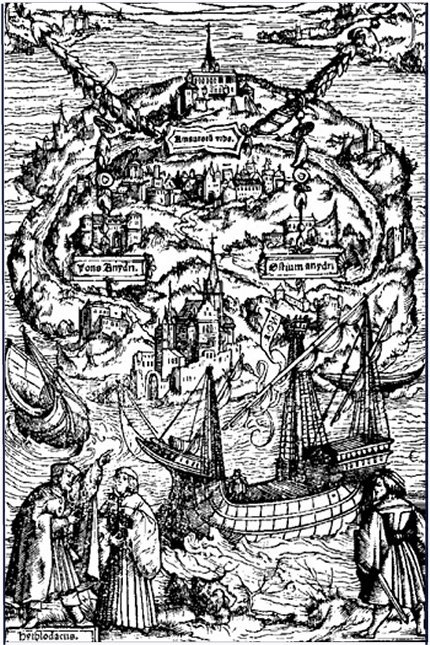
Město Utopia Thomase Mora jako ukázka ideálního světa, který se však nikde (utopos) nenachází, se stalo předobrazem mnohých podob možné beztřídní společnosti

Jako beztřídní společnost se označuje v komunistické terminologii společnost, která dokázala odstranit své rozdělení na jednotlivé třídy, tedy takové skupiny obyvatelstva, mající protikladné zájmy a uplatňující je pomocí své ekonomické síly.
Beztřídní společnost se používá proto jako synonymum pro společnost, ve které by došlo k vybudování takového systému, kde jsou si všichni lidé rovni a neodlišuje se jejich možnost seberealizace podle přístupu ke kapitálu, protože jsou výrobní prostředky vlastněny společně.
V dějinách lidstva žádná beztřídní společnost nikdy úspěšně – na delší dobu – vybudována nebyla[zdroj?], ačkoliv v průběhu věků proběhlo nemalé množství pokusů; od utopistických představ renesančních umělců až po moderní budování uzavřených společenství v odlehlých oblastech světa.

## Praxe a kritika
Budování beztřídní společnosti bylo proklamovaným hlavním cílem komunistických režimů, které byly zformovány během 20. století, žádný z nich však nedokázal takovou společnost zbudovat. Marxistická teorie, která počítala s „odumřením“ státu po vítězství vlády jedné komunistické strany se nenaplnila. V 50. letech 20. století na tuto skutečnost poukázal vysoce postavený jugoslávský komunistický politik a člen politbyra, Milovan Đilas, když zveřejnil ve stranických novinách text, ve kterém tvrdil, že „namísto vybudování beztřídní společnosti byla vybudována naopak třída komunistů“.[zdroj?]
Budování beztřídní společnosti jako oficiální cíl proklamovaný komunistickými stranami zemí od východní Evropy až po Asii bylo považováno západoevropskými zeměmi za pouhou záminku a nástroj propagandy, směřující ať už vůči západní veřejnosti, tak i veřejnosti komunistických zemí.

## Marxistická koncepce beztřídní společnosti
„Beztřídní společnost“ je klíčový pojem marxistické teorie, která ho definuje jako konečný ideální stav společenské organizace, jenž nastane dosažením skutečného komunismu. Dle Marxe je beztřídní společnost společností bez existence tříd s protichůdnými zájmy, jako jsou například vlastníci půdy a bezzemci, svobodní a otroci, bohatí a chudí, vykořisťovatelé a vykořisťovaní, kapitalisté a dělníci.
Karl Marx jakožto zastánce komunismu a beztřídní společnosti, je znám především svými myšlenkami o rovnostářské společnosti osvobozené od všech typů vykořisťování. Podle marxistické teorie se sociální třídy objevily s rozvojem zemědělství a produkcí nadbytečných produktů, což mělo za následek dominanci jedné skupiny nad zbytkem společnosti. Marx, který si všímal žalostné situace dělníků v počátečních fázích průmyslové revoluce, velice toužil po beztřídní společnosti. Zastával teorii, že ve společnosti, kde každý dělník vlastní výrobní prostředky, stát již nebude nutný a postupně zanikne. Věřil, že právě třídní boj pomůže vzniku rovné beztřídní společnosti, neboť napětí a konflikt mezi společenskými třídami je nevyhnutelný, vzhledem k bohatství kapitalistů a útisku proletariátu, který na rozdíl od kapitalistů nic nevlastní. Tento útisk proletariátu podpoří třídní uvědomění, načež vzrůstající solidarita mezi pracujícími a oslabení buržoazie umožní proletariátu převzít moc nad výrobními prostředky a nastolit beztřídní společnost. Nastolením takové společnosti se třídní boj vyřeší a výrobní prostředky budou ve společném vlastnictví.
Marx prosazuje ideu, že beztřídní společnost zajišťuje nerušený rozvoj společnosti a poskytuje všem jedincům materiální a kulturní výhody na základě jejich rostoucích potřeb. Předměty pro osobní potřebu by měly být k dispozici každému členovi společnosti a měly by být v jeho plném vlastnictví. Každý tělesně zdatný člověk se bude podílet na společenské práci a tím zajistí stálý růst hmotného a duchovního bohatství celé společnosti. Beztřídní společnost je prakticky společností bez státní příslušnosti, což ovšem neznamená chaos či anarchickou společnost. Podle Marxe by naopak odstranění rozdílu mezi třídami přispělo k větší homogenitě společnosti, ve které by všichni lidé měli rovné postavení a stejný vztah k výrobním prostředkům. Tento typ společnosti by poskytoval příležitosti, díky nimž by lidé měli pocit, že celá společnost stojí za všemi jejími členy, neboť by tu platil princip „Jeden za všechny a všichni za jednoho“.

## Definice sociální třídy
Pojem sociální třída se vztahuje ke skupině lidí ve společnosti, kteří sdílejí stejný socioekonomický status, tedy stejné postavení, hodnost nebo stejný typ životního stylu, díky čemuž se vzájemně považují za sobě rovné. Všechny sociální třídy mají vlastní soubor hodnot, norem chování a přesvědčení, které je rozlišují od ostatních tříd. Hlavní faktory rozdílů mezi třídami jsou vlastnictví majetku a povolání, nicméně důležitou roli hrají taktéž vzdělání, dědičná prestiž, sebeidentifikace či uznání ostatními jedinci.

## Weberovo pojetí sociální třídy
Významným sociologem a teoretikem sociální stratifikace, jenž se zabýval sociálními třídami, byl Max Weber. Ve svém díle Hospodářství a společnost definuje sociální třídu jako ekonomické postavení daného člověka ve společnosti. Vlastnictví majetku označuje za hlavní kritérium pro odlišení tříd. Uvádí čtyři hlavní třídní seskupení, a to dělnickou třídu jako celek, maloburžoazii, nemajetnou inteligenci a odborníky, a v neposlední řadě privilegované osoby v důsledku majetku a vzdělání. Vlastníci majetku jsou zvýhodněnou skupinou díky přístupu ke zdrojům tvorby bohatství, vlastnictví a kontroly trhu. Naopak třída bez majetku je definována druhy služeb nabízených jednotlivými pracovníky na trhu práce, kteří jsou klasifikováni buď jako kvalifikovaní, polokvalifikovaní nebo nekvalifikovaní a kteří dostávají různé mzdy. Ty pak mají za následek rozdílné kvality životní úrovně. Na rozdíl od Marxe Weber nezastával názor, že třídní zájmy nutně vedou k uniformitě ve společenském jednání a že společenská akce je výsledkem třídního zájmu. Rovněž zpochybňuje materiální základ společenského jednání a možnost vzniku proletářské revoluční akce jako výsledek strukturálního rozporu.

## Moderní demokracie a beztřídní společnost
Demokracie jako sociální systém je fenoménem moderní doby, který se znatelně odlišuje od primitivních nebo starověkých společenských systémů. Tento moderní sociální systém, jenž je důsledkem vzestupu kapitalismu, se s rozvojem vědeckých technologií posouvá směrem k beztřídní společnosti. Někteří sociální teoretici dokonce tvrdí, že moderní demokratická společnost je již beztřídní společností, jelikož sociální a ekonomická mobilita vymazala dominanci jen jediné skupiny lidí. To znamená, že tam, kde postavení nejsou určována, se jich dosahuje spíše prostřednictvím schopností a lidských možností.